# Carlo Cesare Malvasia
Carlo Cesare Malvasia (Bologne, 18 décembre 1616 - Bologne, 10 mars 1693) est un écrivain et un historien de l'art italien du XVIIe siècle, connu pour ses biographies des artistes baroques. Son Felsina pittrice est la principale source d'information sur les peintres d'Émilie-Romagne pendant la prééminence italienne du baroque.
Malvasia est l'équivalent bolonais de Giorgio Vasari, et a vu sa ville natale surpasser Florence dans la suprématie artistique de son temps.

## Biographie
Carlo Cesare, fils du comte Galeazzo Malvasia, appartenait à une des familles les plus considérables de Bologne. Il naquit le 18 décembre 1616. Son éducation fut celle d'un jeune gentilhomme et porta aussi bien sur les exercices physiques que sur la culture de l'intelligence. Il eut pour maître le poète Cesare Rinaldi, qui avait été l'ami d'Agostino Carracci, et qui lui donna, de bonne heure, le goût des belles-lettres et principalement de la poésie. Il reçut sa formation dans la peinture avec Giacinto Campana et Giacomo Cavedone, un élève des Carracci. Il étudia également la musique et apprit à jouer de plusieurs instruments.
Après avoir terminé le cours de ses études classiques, il étudia le droit à Bologne sous la direction du poète et juriste Claudio Achillini. Il fut reçu docteur in utroque jure le 29 décembre 1638. En 1639 il voyagea à Rome où il rencontra le cardinal Bernardino Spada et le sculpteur Alessandro Algardi. Malvasia servit pendant quelque temps comme volontaire dans la cavalerie pontificale, sous les ordres de son cousin le marquis Cornelio Malvasia, sénateur de Bologne et lieutenant général du baron Luigi Mattei. En 1647 il fut pourvu de la chaire de droit de l’Université de Bologne, qu’il remplit avec distinction pendant quarante ans. Les Universités de Padoue et de Pavie lui firent des propositions qu'il n'accepta pas, car il ne voulait pas quitter Bologne.
Vers l'année 1650, à la suite d'une dangereuse maladie, Malvasia entra dans les ordres. Il approfondit ses connaissances théologiques et il fut agrégé au collège des théologiens le 3 juillet 1653. Près de dix ans après, le 6 novembre 1662, il devait succéder à un de ses cousins comme chanoine de la cathédrale, fonction à laquelle il renonça en 1681.
L’abbé Malvasia mourut à Bologne le 10 mars 1693. Il était membre de l’Accademia dei Gelati et de plusieurs autres sociétés savantes italiennes, entre autres les Umoristi et surtout les Fantastici de Rome qui le nommèrent principe honoraire.

## Œuvres

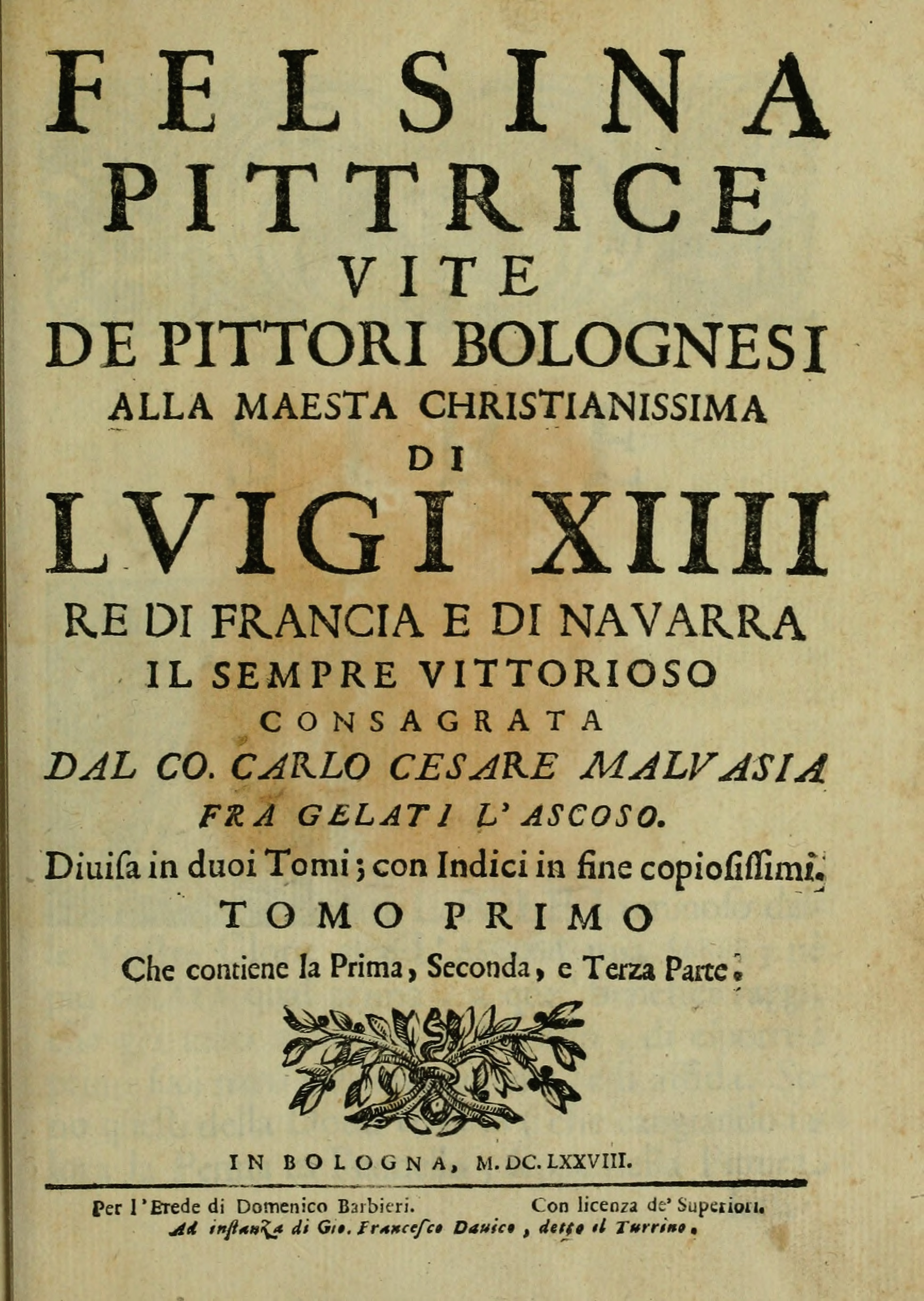
Felsina pittrice, vol. 1 (1678)

Malvasia a composé un grand nombre d’ouvrages dont Orlandi a donné la liste dans les Notizie degli scrittori Bolognesi, p. 80. Les principales sont les suivantes :
- Felsina pittrice, vite e ritratti de’ pittori Bolognesi, Bologne, 1678, 2 vol. in-4°, fig[3]. L’auteur a dédié cet ouvrage à Louis XIV, qui lui fit présent de son portrait enrichi de diamants. Il est divisé en quatre parties : la première contient des recherches sur les peintres qui ont travaillé à Bologne avant la Renaissance ; la seconde, l’origine et l’histoire de l’école de peinture de cette ville, avec l’indication des principaux tableaux des maîtres qui l’ont illustrée ; la troisième, les vies des Carracci et des artistes contemporains ; et la quatrième enfin, celles du Guide, du Dominiquin, de l’Albane, etc. La préférence que Malvasia donne à l’école de Bologne sur toutes celles d’Italie et son injustice à l’égard de Raphaël excitèrent les plus vives réclamations. Vasari, dont il semble prendre à tâche de contredire tous les jugements, fut défendu par Philippe Baldinucci, dans ses Notizie de’ professori, et surtout dans le dialogue La veglia (La veillée). Vincenzo Vittoria vengea Raphaël et l’école romaine par ses Osservazioni sopra il libro della Felsina, etc., Rome, 1713, in-8°. Giampietro Zanotti prit la défense de l’ouvrage de Malvasia, son compatriote et son ami, et répliqua aux observations de Vittoria.
- Ælia Lælia Crispis non nata resurgens in expositione legali, ibid., in-4°. Cette inscription énigmatique a beaucoup occupé les savants ; il y a jusqu’à quarante-trois auteurs qui ont cherché à en donner l’explication. Jacob Spon ne la croit pas antique. Malvasia est d’une opinion contraire, et il conjecture que c’est l’épitaphe d’une jeune fille, morte avant que de naître, et qui avait été promise en mariage à l’auteur de l’inscription.
- Marmora felsinea illustrata, innumeris inscriptionibus exteris hucusque ineditis, cum doctissimorum virorum expositionibus, roborata et aucta, ibid., 1690, in-fol. C’est un recueil d’inscriptions découvertes à Bologne ou dans les environs ; les explications que Malvasia en donne, sont pleines d’érudition.